# لاسلو بال
لاسلو بال (بالمجرية: Pál László)‏ هو سياسي مجري، ولد في 5 سبتمبر 1942 في بودابست في المجر، وتوفي بنفس المكان في نوفمبر 2017. حزبياً، نشط في حزب العمال الاشتراكي المجري.